# Comunidade Tolstoiniana Vida e Trabalho
Em 1921, um grupo de jovens, liderados por Bóris Mazurin e inspirados pelas ideias de Leon Tolstói  fundou uma Comunidade, chamada "Vida e Trabalho" a 12 Km de Moscou. Eles buscavam uma uma vida de simplicidade rural e não-violência.
Entre 1930 e 1931, a comuna foi deslocada para um lugar próximo à Novokuznetsk na Sibéria central.
Em 1936, os líderes da Comunidade foram presos.
Em 1939, a Comunidade foi transformada em uma fazenda coletiva estatal  .